# タイガース&ファイターズキャンプTV
タイガース&ファイターズキャンプTV（ティービー）は、2011年2月から1ヶ月間放送されているキャンプ情報番組である。

## 概要
阪神タイガースと北海道日本ハムファイターズの放映権を持つGAORAが1ヶ月阪神と日本ハムの練習模様を届ける。いわゆるオムニバス形式で展開され、それぞれ15分で阪神が前半、後半が日本ハムである。
2011年度はそれぞれキャンプフラッシュとインタビュー「全力トーク」に加え、タイガースは亀山の解説が付く亀山目線のコーナー、ファイターズは斎藤佑樹を追いかける「斎佑記」がある。また、クールの休日ごとに、それまでのクールを再放送している。日本ハムに限り、練習試合、オープン戦を不定期で放送している。（タイガースはsky・A sports+が生放送の中継権を持っている。）
2012年からsky・Aが中継枠を減らしタイガース戦のみにしたためGAORAもファイターズ戦を中心にした編成に変更。タイトルも「ファイターズキャンプLIVE&タイガースキャンプ情報」とファイターズが前になり、ダイジェストを廃止。放送枠を大幅に拡大しファイターズのキャンプをライブ中継し、合間にタイガースキャンプの情報を亀山のリポートもしくはダイジェストVTRで放送する形式を取った。

## 出演者

### タイガース編
- 亀山つとむ（解説者）
- 森本栄浩
- 結城哲郎
- 近藤亨
- 井上雅雄

### ファイターズ編
- 太田幸司（解説者）
- 水上善雄（同）
- 岩本勉（同）
- 宮原あつき
- 美藤啓文

### 2球団双方出演
- 赤木誠

日本ハム編の美藤は競馬中継の出演の都合もあり平日に主として出演する